# Йонас Кнудсен
Йонас Кнудсен (дан. Jonas Knudsen, нар. 16 вересня 1992, Есб'єрг) — данський футболіст, захисник клубу «Мальме».
Виступав, зокрема, за клуби «Есб'єрг» та «Іпсвіч Таун», а також національну збірну Данії.

## Клубна кар'єра
Вихованець клубу «Есб'єрг». У листопаді 2009 року він підписав свій перший професійний контракт з клубом і після зимової перерви 28 березня 2010 року в матчі проти «Раннерса» він дебютував у данській Суперлізі, ставши другим наймолодшим дебютантом «Есб'єрга» усіх часів, поступившись лише Андреасу Соренсену, який дебютував у віці 16 років.. З сезону 2012/13 став основним гравцем команди і у тому ж сезоні допоміг команді виграти Кубок Данії. Загалом у рідній команді провів шість сезонів, взявши участь у 123 матчах чемпіонату.
31 липня 2015 року Йонас перейшов у англійський «Іпсвіч Таун» з Чемпіоншипу, де відразу став основним гравцем. Станом на 7 червня 2018 року відіграв за команду з Іпсвіча 120 матчів в національному чемпіонаті.

## Виступи за збірні
2009 року дебютував у складі юнацької збірної Данії, взяв участь у 15 іграх на юнацькому рівні.
Протягом 2011—2015 років залучався до складу молодіжної збірної Данії. У 2015 році в складі збірної до 21 року взяв участь у молодіжному чемпіонаті Європи в Чехії. На турнірі він зіграв у трьох матчах і став з командою півфіналістом турніру. Всього на молодіжному рівні зіграв у 20 офіційних матчах.
28 травня 2014 року дебютував в офіційних матчах у складі національної збірної Данії в товариському матчі проти збірної Швеції (1:0).
У складі збірної був учасником чемпіонату світу 2018 року у Росії.
| Дата       | Місто           | Господарі | Результат             | Гості      | Турнір                               | Голи | Примітки |
| ---------- | --------------- | --------- | --------------------- | ---------- | ------------------------------------ | ---- | -------- |
| 28-05-2014 | Копенгаген      | Данія     | 1 – 0                 | Швеція     | товариський матч                     | -    | 53'      |
| 03-09-2014 | Оденсе          | Данія     | 1 – 2                 | Туреччина  | товариський матч                     | -    | 46'      |
| 27-03-2018 | Ольборг         | Данія     | 0 – 0                 | Чилі       | товариський матч                     | -    |          |
| 01-07-2018 | Нижній Новгород | Хорватія  | 1 – 1 д.ч. (3-2 п.п.) | Данія      | ЧС 2018 - 1/8 фіналу                 | -    |          |
| 16-10-2018 | Гернінг         | Данія     | 2 – 0                 | Австрія    | товариський матч                     | -    | 90'      |
| 19-11-2018 | Орхус           | Данія     | 0 – 0                 | Ірландія   | Ліга націй УЄФА 2018-2019 - 1-й етап | -    |          |
| 15-10-2019 | Ольборг         | Данія     | 4 – 0                 | Люксембург | товариський матч                     | -    | 68'      |
| Усього     |                 | Матчів    | 7                     |            | Голів                                | 0    |          |

## Титули і досягнення
- Володар Кубка Данії (1):

«Есб'єрг»: 2012-13
- Чемпіон Швеції (3):

«Мальме»: 2020, 2021, 2023
- Володар Кубка Швеції (1):

«Мальме»: 2021-22